# Lampsins

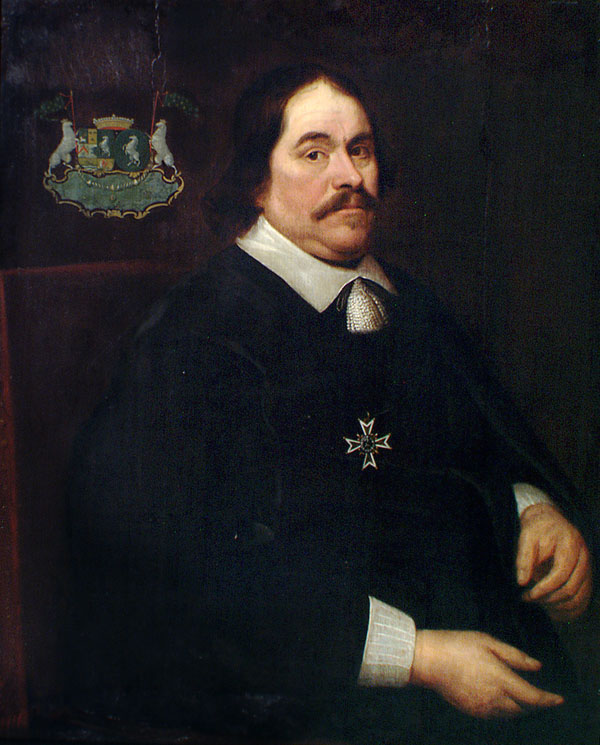
Portret van Cornelis Lampsins baron van Tobago (1600-1664), circa 1655 door anonieme schilder, foto & collectie: Zeeuws Maritiem muZEEum te Vlissingen. NB: Op dit portret is het draagkruis van de Orde van de Heilige Michaël te zien

Lampsins wapen. Gevierendeeld; I opnieuw gevierendeeld; a in groen een zilveren Agnus Dei, goud gekroond, met een gespleten gouden banier aan een rode stok; b in goud etc.

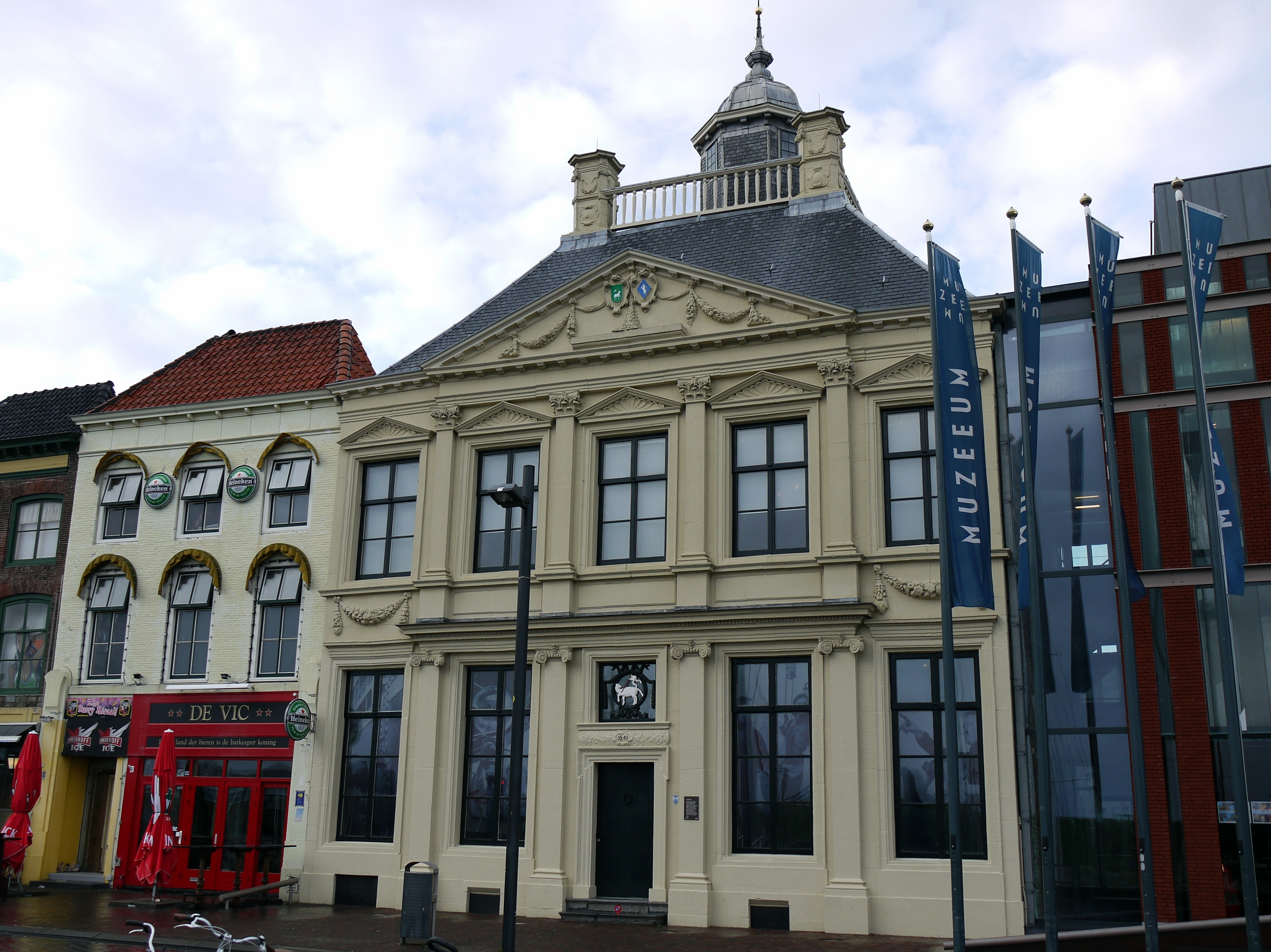
Huis van Lampsins in Vlissingen

De familie Lampsins is bekend gebleven door haar handelshuis in Vlissingen, het feit dat zij werkgevers waren van de jonge Michiel de Ruyter, en door het (tijdelijk) bezit van het eiland Tobago in de Caraïben. Diverse van haar leden zijn actief geweest in de particuliere koophandel en in het bestuur van onder meer de WIC, VOC en diverse stedelijke besturen. In de negentiende eeuw verkeerden de laatste leden aan het koninklijk hof van Oranje-Nassau in Den Haag.

## Herkomst
De oorsprong van de familie ligt in Oostende (België), de oudst bekende gegevens over de familie dateren uit de zestiende eeuw. Al vóór de Val van Antwerpen (1585) heeft de familie Vlaanderen al verlaten. Bekend is dat zij in dezelfde tijd als de aanverwante families Kien, De Haze, Muennicx en Velters de stad Oostende verliet en naar Walcheren (Zeeland) vertrok. Leden van de familie vestigden zich tussen 1580 en 1590 te Veere, Middelburg en Vlissingen waar zij nadien generaties lang verbleven.

## Naam en titels
Cornelis Lampsins wordt bij diploma 28 augustus 1662 door Lodewijk XIV van Frankrijk verheven tot Frans baron voor zichzelf en zijn mannelijke en vrouwelijke wettige afstammelingen; met de titel van Baron van Tobago onder het recht van eerstgeborene. De familie Lampsins behoort tot de Nederlandse adel en is in 1848 in de mannelijke lijn uitgestorven met het overlijden van de laatste naamdrager; kort hiervoor, in 1845, liet de laatste erfgenaam zich schrappen uit het filiatieregister van de Hoge Raad van Adel.
In maart 1847 verkreeg Jan Jacob van den Velden, lid van de familie Van den Velden, bij Koninklijk Besluit toestemming om de familienaam van zijn moeder - Johanna Margaretha Lampsins, zuster van de laatste mannelijke erfgenaam en naamdrager - voor de zijne te voegen en daarmee de familienaam Lampsins van den Velden te creëren. Deze familie bleef beperkt tot slechts twee naamdragers en stierf met zijn zoon uit in 1953.

## Leden
- Jan Lampsins (Oostende ca.1570–Vlissingen 1619), koopman en feitelijk de eerste werkgever van Michiel de Ruyter als oprichter en eigenaar van de bekende lijnbaan. Na zijn dood werd dit bedrijf voortgezet door zijn weduwe Janneken Velters (Oostende ca.1575–Vlissingen 1648) met haar zonen Adriaen en Cornelis Lampsins.

- De bekendste leden van de familie zijn de Gebroeders Lampsins. Adriaen Lampsins (Vlissingen ca. 1598-Middelburg 1666) en Cornelis Lampsins (Vlissingen 1600-Vlissingen 1664) zijn de drijvende krachten achter het befaamde en beruchte handelshuis Lampsins te Vlissingen, dat haar kantoor had in het woonhuis van Cornelis Lampsins aan de Engelse Kade te Vlissingen, thans Nieuwendijk. Cornelis liet hier in 1641 een opvallend huis bouwen dat heden ten dage bekendstaat als het Lampsinshuis en deel uitmaakt van het complex van het Zeeuws Maritiem muZEEum. In een van de zalen hangt de portretcollectie van de familie Lampsins. Beide broers gaat het in het leven voor de wind, bijna letterlijk zelfs. Er wordt gezegd dat de schepen die zij reden zowel bij het uitvaren als binnenkomen goede wind hebben. Handel, kaapvaart, rederij, magistratuur en diplomatie, alles lijken de gebroeders Lampsins te kunnen. Het fortuin van de broers zou zo groot zijn, dat men generaties lang in Vlissingen en omstreken nog over een verkwister zei: Al had hij het geld van Lampsins, hij zou het er nog doorheen jagen. Omstreeks 1654 besluiten de broers het ontvolkte eiland Tobago te koloniseren, zij noemen het Nieuw Walcheren. Deze kolonisatie zou ruim elf jaar duren. In 1662 wordt het eiland tot Frans baronie verheven op verzoek van Cornelis Lampsins, hiermee verkrijgt hij van Lodewijk XIV de titel Baron van Tobago. Kort daarna verleent dezelfde Franse koning hem ook het lidmaatschap in de Orde van de Heilige Michaël, Cornelis ontvangt niet alleen het ordeketen maar ook het draagkruis, naar verluidt is hij de enige die beide ontving. Op zijn portret laat hij zich ermee afbeelden, hierbij moet opgemerkt worden dat het draagkruis er jaren na de voltooiing van het schilderij bij werd geschilderd.
- Mr. Apollonius Lampsins (Vlissingen 1674-Middelburg 1728), koopman, schepen, raad en burgemeester van Middelburg, bewindhebber der VOC. Huwt te Middelburg in 1712 met Laurentia Maria Verboom (Suriname 1688–Middelburg 1731), dochter van de vermoorde commandant van Suriname Laurens Verboom.
- Mr. Apollonius Jan Cornelis baron Lampsins, heer van Swieten.

## Galerij

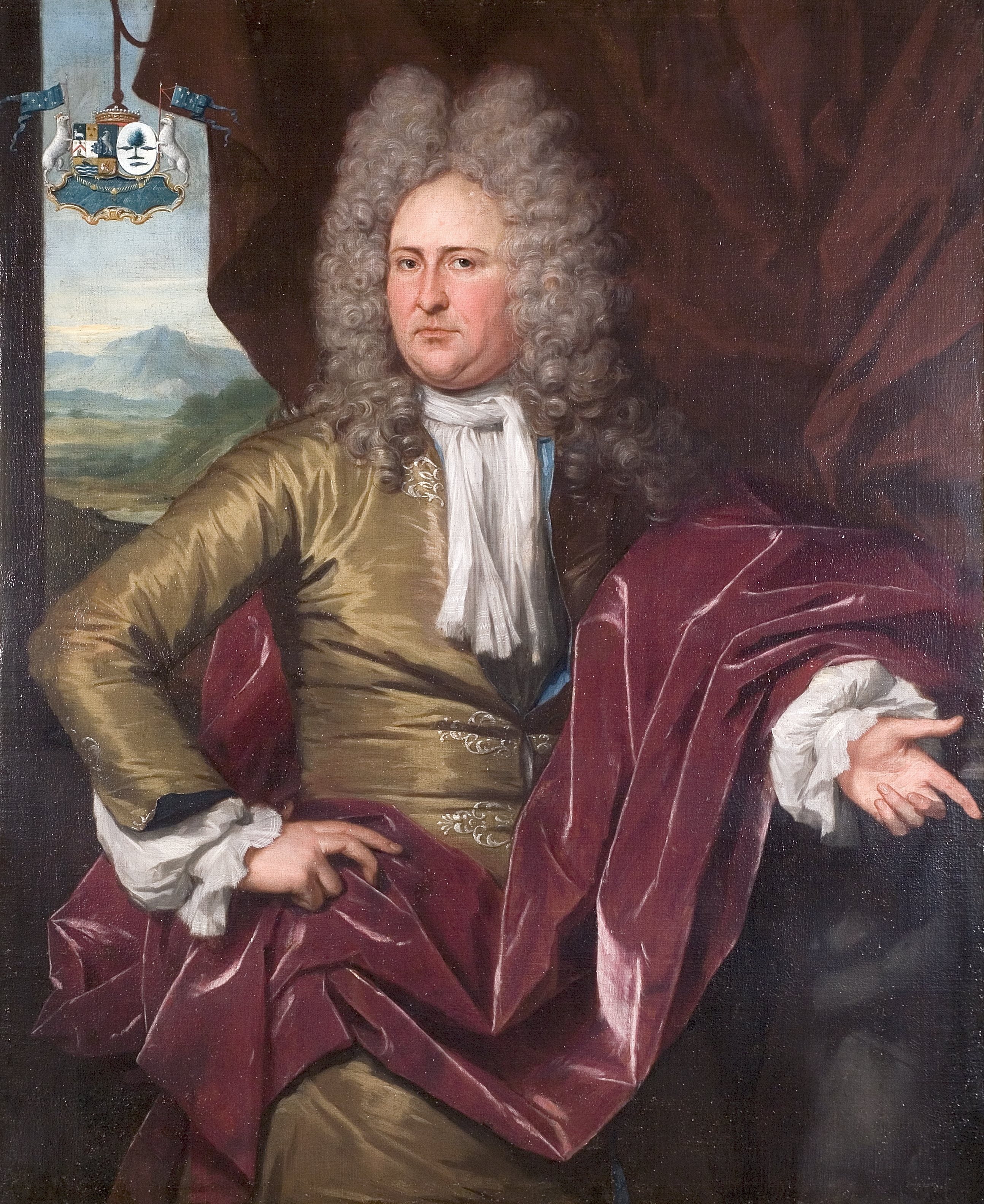
Mr. Apollonius Lampsins. Foto: Zeeuws maritiem muZEEum
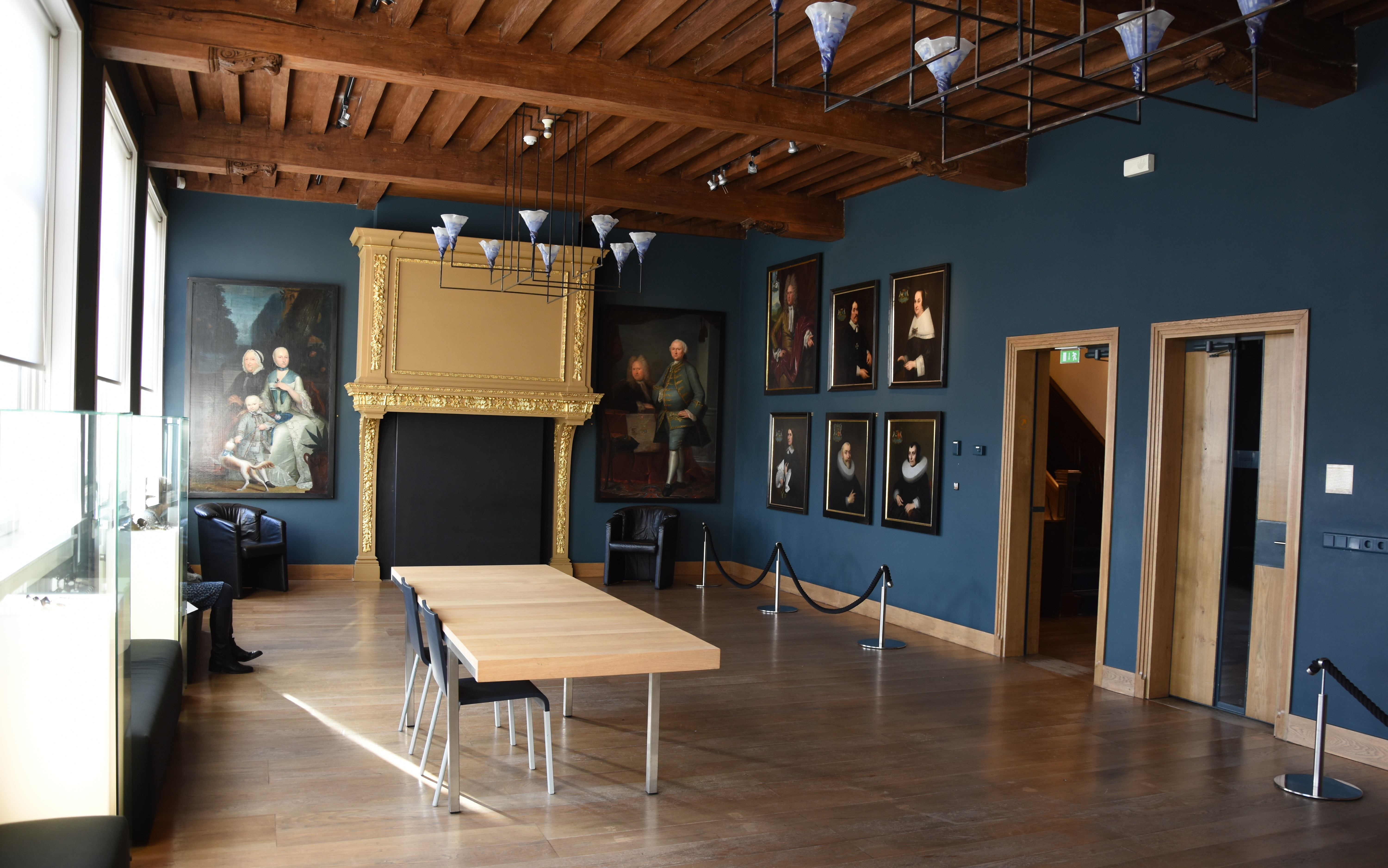
Lampsins' woonkamer in het Zeeuws maritiem muZEEum

D'Ablaing van Giessenburg ·
Van Aerssen Beijeren ·
Alberda † ·
Van Alderwerelt † ·
Anthès, Van Heeckeren d' ·
Van Asbeck ·
D'Aulnis de Bourouill ·
Van Aylva ·
Van Balveren ·
Barbaix de Bonnines † ·
Baud ·
De Beijer † ·
Bentinck ·
De Bieberstein Rogalla Zawadsky ·
De Billehé de Valensart † ·
Van Boecop † ·
Van Boetzelaer ·
Van den Bogaerde ·
Du Bois † ·
Von dem Bongart ·
Van der Borch ·
Van Borssele ·
De Bounam de Ryckholt † ·
Van Brakell ·
Brantsen ·
Van Brienen (I) † ·
Van Breugel † ·
Van Broeckhuysen † ·
Du Bus · 
Calkoen ·
Van der Capellen ·
De Casembroot † ·
Chassé † ·
Clifford † ·
Van Coeverden ·
Collot d'Escury ·
De Constant Rebecque ·
Coppin † ·
De Crassier ·
Creutz ·
Daelman ·
Dedel † ·
Van Dedem ·
Van Delen † ·
Von Derfelden ·
Dibbets ·
Diert ·
Van Doorn (I) † ·
Van Dopff † ·
Van Dorth tot Medler ·
Van der Duyn † ·
Van Eck ·
Van Erp ·
Fagel † ·
Van der Feltz ·
Forstner van Dambenoy † ·
Van Fridagh ·
Gansneb genaamd Tengnagel † ·
Van Geen · 
De Geer † ·
Gericke ·
Von Geusau † ·
Gevers · 
De Girard de Mielet van Coehoorn † ·
Van der Goes † ·
Van Goltstein † ·
De Graillet † ·
Groeninx van Zoelen ·
De Gijselaar † ·
Hacfort † ·
Van Haeften (I) † ·
Van Haersolte ·
Van Hall † ·
Van Hangest d'Yvoy ·
Van Hardenbroek ·
Van Haren † ·
Van Harinxma thoe Slooten ·
Van Heeckeren ·
Van Heemstra ·
Van Heerdt ·
Van Heilmann van Stoutenburg † ·
Van der Heim † ·
Van Hemert tot Dingshof ·
Van Herzeele † ·
De Heusch ·
Van der Heyden · 
Van Hövell ·
Van Hogendorp ·
Hogguer † ·
Van Hugenpoth † ·
Huyssen van Kattendijke ·
Van Imhoff ·
Von Innhausen und Kniphausen † ·
D'Isendoorn à Blois † ·
Van Isselmuden ·
Van Ittersum ·
Van Keppel † ·
De Keverberg † ·
Klerck † ·
Van Knobelsdorff ·
De Kock ·
Krayenhoff ·
Van Laer † ·
De Lamberts de Cortenbach † ·
Lampsins † ·
Van Lamsweerde ·
Van Lawick ·
Lewe ·
De Liedel † ·
De Loë ·
Van Lynden ·
De Macar ·
Mackay ·
Von Maltzahn † ·
Van Massow † ·
De Meer d'Osen † ·
Melvill van Carnbee ·
De Mey † ·
Michiels ·
Mollerus ·
Mulert ·
Van Nagell ·
Nahuys · 
De Negri † ·
Nepveu † ·
Van Neukirchen genaamd Nyvenheim † ·
De Norman d'Audenhove † ·
Van Oldeneel tot Oldenzeel ·
D'Olne † ·
Van Omphal † ·
Van Pabst † ·
Van Pallandt ·
Van Panhuys † ·
De Pélichy † ·
De Perponcher Sedlnitsky † ·
Van Plettenberg † ·
De Plevits ·
Du Pont † ·
De Posson † ·
Prisse ·
Von Quadt † ·
Quarles ·
Von Rade † ·
Van Raders ·
De Raet † ·
Van Randwijck ·
Van Reede ·
Rengers ·
Van Rhemen † ·
Von Riedesel d'Eisenbach † ·
Röell ·
Roest van Alkemade ·
De Rosen † ·
De Roy van Zuidewijn/De Roye van Wichen † ·
Van Rijckevorsel ·
Von Saint-Remy † ·
De Salis † ·
Sandberg ·
Schimmelpenninck van der Oye ·
Thoe Schwartzenberg en Hohenlansberg ·
De Senarclens de Grancy † ·
Sirtema van Grovestins ·
Six ·
Slicher † ·
Van Slingelandt ·
Sloet ·
De Smeth ·
Snouckaert van Schauburg ·
Van Spaen † ·
Speyart van Woerden ·
Steengracht ·
Straalman † ·
Stratenus ·
Strick van Linschoten † ·
Van Styrum ·
Sweerts de Landas ·
Van Sytzama
Taets van Amerongen ·
Van Tengnagell † ·
Testa ·
De Thier † ·
Van Till · 
Tindal † ·
Des Tombe † ·
Torck † ·
Du Tour † ·
Travers † ·
De Trevey de Charmail † ·
Van Tuyll van Serooskerken ·
Van Utenhove ·
Van Verschuer ·
Verstolk ·
Van Voerst † ·
Van Voorst tot Voorst ·
De Vos van Steenwijk ·
Van Vredenburch † ·
De Warzée d'Hermalle † ·
Van Wassenaer · 
De Watteville ·
De Weichs de Wenne ·
Van Westerholt † ·
Van Westreenen van Tiellandt † ·
Van Wevelinchoven de Sittert † ·
Van Wickevoort Crommelin † ·
Von Wydenbruck ·
De Wijkerslooth · 
De Wymar † ·
Van Wijnbergen ·
Wittert ·
Van Zuylen van Nievelt † ·
Van Zuylen van Nijevelt

Geslachten die tot de adel van het Koninkrijk der Nederlanden behoren of hebben behoord. Lijst volgens opgave van de Hoge Raad van Adel. †: Geslacht uitgestorven of titel vervallen.